# Femme Fatale (Lied)
Femme Fatale ist ein Lied der amerikanischen Rockband The Velvet Underground mit der deutschen Sängerin Nico. Das Lied erschien erstmals 1966 auf der B-Seite der Single Sunday Morning.

## Entstehung
Das Lied wurde auf Bitten des Managers der Band, Andy Warhol, vom Frontmann Lou Reed geschrieben. Der Song ist Edie Sedgwick gewidmet, die zu dieser Zeit zu den von Warhol bezeichneten Superstars gehörte. Femme Fatale (frz. für „verhängnisvolle Frau“)  erschien auch 1967 auf dem Debütalbum The Velvet Underground & Nico. Es wurde von Nico gesungen, die das Lied auch später, nach ihrem Fortgang von The Velvet Underground, bei ihren Live-Auftritten im Programm behielt.

## Coverversionen
Von Femme Fatale existieren unzählige Coverversionen. Zu den bekanntesten Interpretationen gehören die Versionen von:
Blondie, 1975 live CBGBs NYC
- Big Star, erschienen 1978 auf dem Album Third/Sister Lovers
- Tracey Thorn, erschienen 1982 auf dem Album A Distant Shore
- Propaganda, erschienen 1984 auf der 12"-Single Dr. Mabuse
- Dramarama, erschienen 1985 auf dem Album Cinéma Vérité
- R.E.M., erschienen 1987 auf dem Album Dead Letter Office
- Tom Tom Club, erschienen 1988 auf dem Album Boom Boom Chi Boom Boom
- Duran Duran, erschienen 1993 auf dem Album Duran Duran
- Pansy Division, erschienen 1995 auf dem Album Pile Up
- FourPlay String Quartet, erschienen 2000 auf dem Album The Joy Of…
- Jazzhole, erschienen 2000 auf dem Album Blackburst
- Ours, erschienen 2002 auf dem Album Precious
- Elisa, erschienen 2003 auf dem Album Lotus
- Owen, erschienen 2006 auf dem Album At Home With Owen
- Aloe Blacc, erschienen 2010 auf dem Album Good Things
- Girl in a Coma, erschienen 2010 auf dem Coveralbum Adventures in Coverland
- Gus Black, erschienen 2012 auf dem Album Split the Moon (Live At Lido)
- The Legendary Tigerman mit Gastsängerin Rita Redshoes, erschienen 2012 auf der 10"-EP Ghost of Nico, einem Nico-Tribute